# Probability and statistics
1. تحويل علم الاحتمالات والإحصائيات